# Cuori (serie televisiva)
Cuori è una serie televisiva italiana, diretta da Riccardo Donna e trasmessa su Rai 1 dal 2021.

## Trama
Il racconto si snoda alla fine degli anni '60, agli albori delle tecniche mediche relative ai trapianti di cuore e alla realizzazione del cuore artificiale nei reparti di cardiochirurgia dell'ospedale Molinette di Torino, dove si intrecciano sogni, ambizioni e amori.

## Episodi
| Stagione         | Episodi | Prima TV |
| ---------------- | ------- | -------- |
| Prima stagione   | 16      | 2021     |
| Seconda stagione | 12      | 2023     |

## Personaggi e interpreti
- Cesare Corvara (stagione 1-in corso), interpretato da Daniele Pecci.
Stimato primario e cardiochirurgo di fama internazionale, Cesare unisce al talento nella chirurgia la capacità di conquistare la fiducia degli altri e una visione grandiosa in anticipo sui tempi. Un suo grande desiderio è realizzare il primo trapianto di cuore al mondo, ma viene battuto sul tempo dal collega sudafricano Christiaan Barnard[2]. Dopo la morte della prima moglie (dalla quale ha avuto l'unica figlia Virginia) si è dedicato quasi esclusivamente al lavoro trascurando gli affetti.
- Alberto Ferraris (stagione 1-in corso), interpretato da Matteo Martari.
Pupillo del professor Corvara, Alberto è un giovane cardiochirurgo di grande talento che trova intollerabile doversi arrendere di fronte ai limiti della scienza. Quando era ancora un ragazzo suo padre morì e Cesare, amico del padre, promise ad Alberto di prenderlo sotto la propria ala protettiva, seguendone poi gli studi e la formazione mandandolo a studiare a Stoccolma, in Svezia.
- Delia Brunello (stagione 1-in corso), interpretata da Pilar Fogliati.
Brillante cardiologa, Delia si è specializzata a Houston, negli Stati Uniti, dopo aver vinto una borsa di studio. Possiede formidabili capacità diagnostiche grazie all'orecchio assoluto, ovvero la capacità di individuare le anomalie solo tramite l'auscultazione. Si sposa con Cesare mentre è ancora negli Stati Uniti, ma una volta tornata in Italia capisce di provare ancora dei sentimenti per Alberto, suo ex fidanzato (cosa di cui Cesare a suo tempo non era al corrente).
- Enrico Mosca (stagione 1-in corso), interpretato da Andrea Gherpelli.
Capochirurgo molto ambizioso, Enrico è caratterizzato da una spiccata rigorosità che però gli consente di guidare il reparto con efficienza. Proviene da un'umile famiglia di contadini e ha raggiunto la carica che ricopre non solo dopo una lunga gavetta, ma in parte anche grazie alle conoscenze dell'aristrocratica moglie Elvira.
- Ferruccio Bonomo (stagione 1-in corso), interpretato da Marco Bonini.
Anestesista e dongiovanni, Ferruccio è simpatico e sicuro di sé, ma tanto proattivo sul luogo di lavoro quanto inaffidabile nella vita privata.
- Serenella Rinaldi (stagione 1-in corso), interpretata da Neva Leoni.
Infermiera e ferrista, Serenella è fidanzata da tempo ma per la paura di impegnarsi seriamente si lascia sedurre da Ferruccio, del quale resta incinta.
- Virginia Corvara (stagione 1-in corso), interpretata da Bianca Panconi.
Figlia di Cesare, Virginia ha sofferto molto per la prematura morte della madre, perciò all'inizio ha un difficile rapporto col padre poiché non accetta il fatto che dedichi quasi tutto il suo tempo al lavoro e si sia risposato. Ribelle e viziata, si iscrive a Medicina pensando di dover seguire le orme paterne, tuttavia anche lei dimostra di avere talento.
- Suor Fiorenza Bertoni (stagione 1-in corso), interpretata da Carola Stagnaro.
Direttrice di sala e punto di riferimento di Cesare, Suor Fiorenza si mostra favorevole ai trapianti di cuore nonostante sia una religiosa. All'inizio ha delle riserve su Delia, ma poi ne riconosce il valore.
- Fausto Alfieri (stagione 1-in corso), interpretato da Carmine Buschini.
Specializzando, Fausto è un ragazzo molto serio e figlio di operai, che hanno fatto molti sacrifici per permettergli di studiare. Non dimentica le sue umili origini, e infatti una volta a settimana si reca di nascosto nella fabbrica dove lavora il padre per mettersi gratuitamente al servizio dei suoi colleghi. Dopo una superficiale relazione con Virginia, si fidanza con Rosa.
- Eva Pellegrini (stagione 1), interpretata da Laura Adriani.
Ginecologa e amica di Delia sin dai tempi dell'università.
- Luisa Ferraris (stagione 1-in corso), interpretata da Benedetta Cimatti.
Sorella fragile e problematica di Alberto, da piccola Luisa ha causato involontariamente la morte del padre. Conosce un uomo che la seduce e la abbandona quando rimane incinta; per la disperazione tenta il suicidio, ma il fratello la raggiunge in tempo e la aiuta a crescere il figlio. Il ritorno di Delia e la vicinanza di Karen le fanno temere che il fratello possa andarsene, e compie un gesto che le costa il ricovero coatto.
- Beatrice Dattilo (stagione 1-in corso), interpretata da Chiara Degani.
Moglie di Carlo, direttore dell'ospedale, e vecchia fiamma di Cesare.
- Elvira De Bellis (stagione 1-in corso), interpretata da Simona Nasi.
Moglie di Enrico, dal quale ha avuto due figlie, Elvira è una donna aristocratica ed estremamente ambiziosa che rinfaccia spesso al marito le sue umili origini e lo spinge a non farsi scrupoli pur di far carriera.
- Bino Mazzini (stagione 1-in corso), interpretato da Davide Paganini.
Barelliere dell'ospedale, Bino si innamora di Agata ma non viene ricambiato.
- Agata Vezzani (stagione 1-in corso), interpretata da Gaia Messerklinger.
Infermiera che lavora in uno sperduto ospizio in campagna, Agata cresce da sola il figlioletto dopo l'improvvisa morte del marito per un problema al cuore. Quando anche il figlio ha un problema cardiaco lo porta alle Molinette, dove durante un'emergenza rivela la sua bravura e Suor Fiorenza decide di assumerla. Per qualche tempo frequenta Enrico ma alla fine, dato che lui è sposato e lei non vuole continuare a nascondersi facendo l'amante, si licenzia e se ne va.
- Rosa Paluan (stagione 1, ricorrente st.2), interpretata da Claudia Nicolazzo.
Giovane operaia e aspirante ballerina classica, Rosa è amica e segretamente innamorata di Fausto, col quale poi avvia una relazione.
- Karen Larsson (stagione 1-in corso), interpretata da Romina Colbasso.
Hostess svedese, Karen è la fidanzata di Alberto, del quale resta incinta.
- Carlo Dattilo (stagione 1), interpretato da Paolo Romano.
Direttore dell'ospedale.
- Ferdinando Maugeri (stagione 1), interpretato da Roberto Accornero.
Direttore sanitario dell'ospedale.
- Gino Gigli (stagione 1), interpretato da Eugenio Krauss è lo psichiatra che ha in cura Luisa Ferraris
- Riccardo Tosi (stagione 1-in corso), interpretato da Piero Cardano.
Giovane ingegnere meccanico figlio di un ricco imprenditore di Alessandria, Riccardo inizia a collaborare e costruire apparecchiature per l'ospedale.
- Marcello Giraudo (stagione 2-in corso), interpretato da Alessandro Tersigni.
È un ispettore che è chiamato a indagare sulla morte di una paziente.
- Andrea Foschini (stagione 2-in corso), interpretato da Paolo Conticini.
È il nuovo radiologo arrivato da Roma, nonché cugino di Ferruccio Bonomo.
- Helmut Becker (stagione 2-in corso), interpretato da Nicolò Pasetti.

## Produzione
Le riprese, iniziate il 14 settembre 2020 e terminate il 19 marzo 2021, si sono svolte principalmente a Torino. Tra le location figurano: Docks Dora, Palazzo Cisterna, Torino Esposizioni, Cavallerizza Reale, Castello e Parco del Valentino, Circolo Canottieri Armida, Teatro Carignano, Galleria Subalpina, Cinema Romano, Monte dei Cappuccini e l’Istituto di Anatomia; oltre a diverse altre location fuori città, come il Villaggio Leumann a Collegno e il Ponte del Diavolo a Lanzo. L'aeroporto di Stoccolma è stato ricreato presso l'ex Cartiere Burgo, mentre quelli di Torino è ripreso nel foyer del Teatro Regio. L'ex ospedale militare "A. Riberi" di Torino ha vestito gli esterni dell'Ospedale Le Molinette, mentre tutti gli interni sono stati ricostruiti presso gli Studi Lumiq. Le apparecchiature degli anni '60 sono state messe a disposizione dal museo universitario ASTUT, gli arredi d'epoca sono stati selezionati presso i mercatini di settore, mentre gli ambienti dell'ospedale, dall'atrio al reparto, dalle corsie all'ascensore a gabbia, fino alla sala operatoria, sono stati ricreati fedelmente.
I personaggi di Cesare Corvara e Alberto Ferraris sono ispirati a due luminari della cardiochirurgia: Achille Mario Dogliotti (il primo al mondo a perfezionare l'applicazione della macchina cuore-polmone per la circolazione extracorporea) e Angelo Actis Dato. Il figlio di quest'ultimo, Guglielmo Actis Dato, anch'egli cardiochirurgo, ha partecipato attivamente alla realizzazione della serie prestando la sua consulenza sul set. Invece il personaggio di Delia è basato su Helen Brooke Taussig, pioniera della cardiologia pediatrica degli anni '40, che fu l'inventrice dell’intervento del "bypass succlavio polmonare" eseguito per la prima volta nel 1944 da Alfred Blalock presso il Johns Hopkins Hospital di Baltimora.
La Taussig, avendo perso l'udito, ascoltava le pulsazioni attraverso le dita (al contrario Delia, nello sceneggiato, è dotata di orecchio assoluto, sebbene in ambito medico tale capacità non esista).
Una delle fonti "mediche" di ispirazione è stato il libro di Ugo Filippo Tesler Viaggio nel cuore. Storia e storie della cardiochirurgia, mentre per ricreare l'ambiente ospedaliero è stato utilizzato il documentario Il caso 127 del 1959 in cui il vero Dogliotti mostra Le Molinette.
La conferenza stampa è avvenuta il 12 ottobre 2021.
Il 2 dicembre il regista Riccardo Donna conferma la produzione della seconda stagione  le cui riprese prendono il via nell’autunno del 2022. Durante un'intervista l'attrice Pilar Fogliati, che interpreta la protagonista Delia Brunello, ha confermato che ci sarà la terza stagione le cui riprese iniziano nel gennaio del 2025.

## Accoglienza
(Valentina Esposito, Cinematographe, 16 ottobre 2021)
(Paolo Sutera, TvBlog, 17 ottobre 2021)